# Wanda Kazanowska-Chwiłowicz
Wanda Alicja Kazanowska-Chwiłowicz (ur. 16 maja 1921 w Lublinie, zm. 29 września 2006 w Białymstoku) – polska ginekolożka.

## Życiorys
Szkołę powszechną skończyła w Łucku, a średnią w Kielcach. W czasie okupacji niemieckiej w Warszawie studiowała medycynę w ramach tajnego nauczania. Po zakończeniu II wojny światowej kontynuowała studia na Uniwersytecie Marii Skłodowskiej-Curie w Lublinie. Skończyła je w 1949.
Doktorat z zakresu nauk medycznych obroniła na Akademii Medycznej w Białymstoku w 1951 (pierwszy stopień specjalizacji w ginekologii i położnictwie – 1954, drugi stopień – 1958). Habilitowała się w 1963, profesurę nadzwyczajną otrzymała w 1971, a  zwyczajną w 1986.
W latach 1948–1949 była młodszą asystentką w Zakładzie Farmakologii Doświadczalnej na UMCS. Następnie przeniosła się do Akademii Medycznej w Lublinie, gdzie pracowała jako młodsza asystentka w Klinice Położniczo-Ginekologicznej (1949–1951). W 1951 przeprowadziła się do Białegostoku. W miejscowej Akademii Medycznej była starszą asystentką w Zakładzie Histologii i Embriologii (1951–1955), potem w latach 1955–1964 w Klinice Położniczej i Chorób Kobiecych (organizowała Pracownię Cytologiczną i Kolposkopową). W Klinice Położniczo-Ginekologicznej kierowała Pracownią Morfologiczną. pełniła obowiązki opiekunki Studenckiego Koła Naukowego (1964–1971). Następnie była zatrudniona w Instytucie Położniczo-Ginekologicznym i Instytucie Matki i Dziecka jako kierowniczka Zakładu Profilaktyki Nowotworu Żeńskiego Narządu Płciowego przy Instytucie Położniczo-Ginekologicznym.
Odbyła staże naukowe w Londynie, Florencji i Bari. Była na stypendium m.in. w Sztokholmie, Lublianie, Nowym Orleanie, Londynie, Paryżu.
Należała do Towarzystwa Histochemików i Cytochemików (1973–1976, przewodniczyła oddziałowi w Białymstoku), Polskiego Towarzystwa Ginekologicznego (członkini zarządu głównego, przewodnicząca Sekcji Ginekologiczno-Onkologicznej w latach 1971–1991), Rady Naukowej Instytutu Matki i Dziecka w Warszawie (1974–1991), Obywatelskiego Komitetu do Walki z Rakiem, International Society od Fertility and Sterility oraz European Society of Gynecological Oncology.
Otrzymała m.in. Krzyż Komandorski Orderu Odrodzenia Polski (1997).
Jej mężem był notariusz Tadeusz Marian Łodzia-Chwiłowicz.